# Gelotia robusta
Gelotia robusta là một loài nhện trong họ Salticidae.
Loài này thuộc chi Gelotia. Gelotia robusta được Fred R. Wanless miêu tả năm 1984.